# Nymyrtjärnen (Ströms socken, Jämtland, 706317-150321)
Nymyrtjärnen är en sjö i Strömsunds kommun i Jämtland och ingår i Ångermanälvens huvudavrinningsområde.